# Josefine Mutzenbacher (Film)
Josefine Mutzenbacher ist ein deutscher Sexfilm von Kurt Nachmann aus dem Jahr 1970, der als Klassiker seiner Art gilt. Verfilmt wurde der anonym erschienene, Ernst Klein zugeschriebene Roman Josefine Mutzenbacher aus dem Jahr 1906. Deutsche Erstaufführung war am 21. August 1970.

## Handlung
Die geheimnisvolle Millionärin Lady J. aus den USA kehrt um die Jahrhundertwende nach Wien zurück. Ministerialrat Marbach, Autor eines Buches mit dem Titel Sitte und Moral, soll sie in Empfang nehmen.
Lady J. steigt unerwartet in einem verkommenen Hotel am Prater ab und erzählt dem verwunderten Ministerialrat die Lebensgeschichte der Praterdirne Josefine. In Rückblenden sieht man die Kindheit und Jugend des Mädchens, das frühzeitig sexuelle Erfahrungen durch den Untermieter Ekkehard und einen (falschen) Pfarrer machte. Nach dem Tod der Mutter, die den Begehrnissen des alkoholabhängigen Vaters ausgesetzt war, vergeht sich auch der Vater an Josefine.
Über den Untermieter Rudolf und dessen Freundin Zenzi lernt sie einen Zuhälter kennen. Da ihr Vater seinen Arbeitsplatz verliert, muss sie sich Männern anbieten, um für den Unterhalt der Familie zu sorgen. Bald steigt sie zur berühmtesten und begehrtesten Praterdirne auf. Dabei wird sie mit der doppelten Moral ihrer Freier konfrontiert, die nach außen die Prostitution verurteilen. Im Bordell angelt sie sich schließlich einen reichen Amerikaner.
Allmählich begreift der Ministerialrat, dass Lady J. ihre eigene Geschichte erzählt. Sie kritisiert die gesellschaftliche Ächtung der Prostitution und beruft sich dabei sogar auf Sigmund Freud. Von Marbach, der sichtlich von ihr fasziniert ist, fordert sie lediglich ein Umdenken. Schließlich sagt er zu, die Lebensgeschichte der Mutzenbacher in einem Buch zu veröffentlichen.

## Lieder
Kurt Nachmann selbst singt das Lied Josefine Mutzenbacher (zur Melodie der Ouvertüre der Operette Die schöne Galathée). Weitere Lieder sind Bürsten, Bürsten!, Und er steckt ihn rein sowie Ich weiß genau warum.

## Weiteres
Produzent Karl Spiehs konnte Drehbuchautor Kurt Nachmann nur dadurch für den Film gewinnen, dass er ihm auch die Regie überließ. Daraufhin lieferte Nachmann in nur drei Tagen das fertige Drehbuch.
Josefine Mutzenbacher wurde ein großer Kassenerfolg und machte den zugrunde liegenden Roman allgemein bekannt. Dessen Verbot wiederum förderte die Popularität des Films. In München lief er 20 Wochen in den Kinos und spielte bei Produktionskosten von knapp einer Million Mark (in heutiger Kaufkraft 2,15 Mio. €) 5,5 Millionen (in heutiger Kaufkraft 11,84 Mio. €) ein.
Christine Schuberth, die erst nach etwa 30 Minuten auftritt, stieg zu einem Star des deutschen Sexfilms auf, obwohl sie, wie sie später in der RTL-II-Serie Peep! bekannte, nie verstand, warum man gerade sie mit ihrem knabenhaften Körper für derartige Rollen auswählte. In der Tat war die Hetzendorfer Modeschülerin ursprünglich nur für eine einzige Szene als Kinderdouble vorgesehen, womit sie sich ein Taschengeld verdienen wollte, aber auf Drängen von Nachmann erhielt sie die ganze Rolle.
Der Film fand zwei Fortsetzungen: Josefine Mutzenbacher II – Meine 365 Liebhaber (1971) und Ferdinand Mutzenbacher (1972). Unabhängig davon entstanden 1976 der Pornofilm Josefine Mutzenbacher – Wie sie wirklich war und dessen Nachfolger.

## Kritiken
Die Filmkritik sah in diesem Sexfilm teilweise etwas Besonderes. So schreibt Reclams Lexikon des deutschen Films 1995:

„Aus der unüberschaubaren Zahl ebenso billiger wie dilettantischer Sexfilme, die seit Mitte der sechziger Jahre einen beträchtlichen Teil der deutschsprachigen Kinoproduktion ausmachten, ragt Kurt Nachmanns Film geradezu als Klassiker hervor. Im geschickt arrangierten Alt-Wiener Milieu agieren und animieren beherzte Darsteller, ohne dabei übertrieben geschmacklos zu sein. Unterstützt werden sie dabei von einer Vielzahl optischer Gags und der einfallsreichen Überlistung damaliger Zensurvorschriften.“

Das Heyne Filmlexikon (1996) lobte die „um Werktreue bemühte Verfilmung“ des „Pornoklassikers“, Stefan Rechmeier schrieb 2005 in seinem Lexikon des deutschen Erotikfilms, mit diesem Film liege „sicher eine der ehrlichsten Mutzenbacher-Verfilmungen vor, die sich nicht nur hinsichtlich seiner offenherzig gezeigten Sexszenen in keinster Weise zu verstecken braucht“. Lediglich die den Kirchen nahestehenden Filmzeitschriften waren anderer Meinung. Das katholische Lexikon des internationalen Films bezeichnete ihn als ein mit „Sozialkritik und Moralpredigten umranktes Melodram voller Peinlichkeiten und Frivolitäten.“ Der Evangelische Film-Beobachter bläst ins gleiche Horn: „Ziemlich geistlose, vorwiegend ermüdende, zur Fleischbeschau mit Klamaukeinlagen degradierte Verfilmung der bekannten Porno-Memoiren der Wiener Dame gleichen Namens.“

## Belege
1. ↑  Roman Schließer: Die Supernase. Karl Spiehs und seine Filme, Wien 2006, S. 40
2. ↑  Josefine Mutzenbacher. In: Lexikon des internationalen Films. Filmdienst, abgerufen am 24. August 2017.
3. ↑  Evangelischer Presseverband München, Kritik Nr. 354/1970